# 三氯乙酸镝
三氯乙酸镝是镧系元素镝的三氯乙酸盐，化学式为Dy(CCl3COO)3，可溶于水，其水溶液不稳定。它可由氢氧化镝（或氧化镝）和三氯乙酸在≤18 °C时反应得到。它可以和4,4'-联吡啶形成配合物。三氯乙酸镝的固体加热分解，生成无水氯化镝。

## 拓展阅读
- L. Badía-Romano, F. Bartolomé, J. Bartolomé, J. Luzón, D. Prodius, C. Turta, V. Mereacre, F. Wilhelm, A. Rogalev. . Physical Review B. 2013-05-06, 87 (18)  [2020-01-18]. ISSN 1098-0121. doi:10.1103/PhysRevB.87.184403 （英语）.